# 3,4-dicloroanilina N-maloniltransferasi
La 3,4-dicloroanilina N-maloniltransferasi è un enzima appartenente alla classe delle transferasi, che catalizza la seguente reazione:
malonil-CoA + 3,4-dicloroanilina ⇄ CoA + N-(3,4-diclorofenil)-malonamato